# Saint-Michel-en-l'Herm
Saint-Michel-en-l'Herm is een gemeente in het Franse departement Vendée (regio Pays de la Loire) en telt 1948 inwoners (2005). De plaats maakt deel uit van het arrondissement Fontenay-le-Comte.

## Geografie
De oppervlakte van Saint-Michel-en-l'Herm bedraagt 55,5 km², de bevolkingsdichtheid is 35,1 inwoners per km².
De onderstaande kaart toont de ligging van Saint-Michel-en-l'Herm met de belangrijkste infrastructuur en aangrenzende gemeenten.

## Demografie
Onderstaande figuur toont het verloop van het inwonertal (bron: INSEE-tellingen).
1. ↑  Populations de référence 2022.